# Église Notre-Dame de Vopillon
L’église Notre-Dame de Vopillon est une église catholique située à Beaumont, dans le département français du Gers en France.

## Présentation
L'église datant du XIe – XIIe siècle est de style roman. L'édifice est en cours de restauration. Elle bénéficie du soutien de la "Fondation du Patrimoine" qui fonctionne grâce aux dons de souscripteurs. L'Association locale ARTIGA dont le but est de promouvoir et/ou de participer à la sauvegarde du patrimoine local, soutient également cette restauration.
Les peintures murales seraient datées du XIIIe – XIVe siècle.
L'église est inscrite à l'inventaire des monuments historiques depuis 1971.

## Galerie

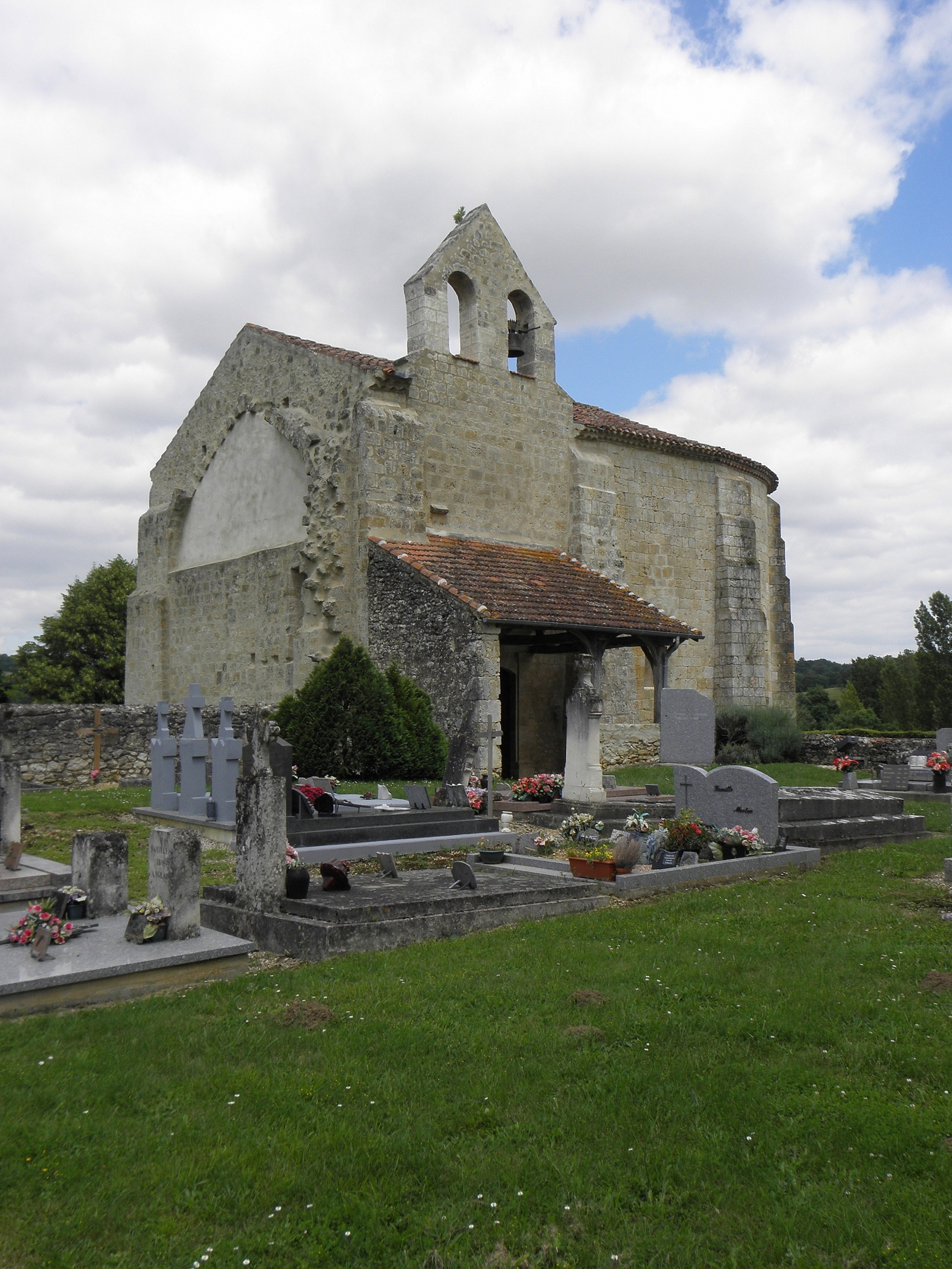
Façade occidentale et flanc sud.
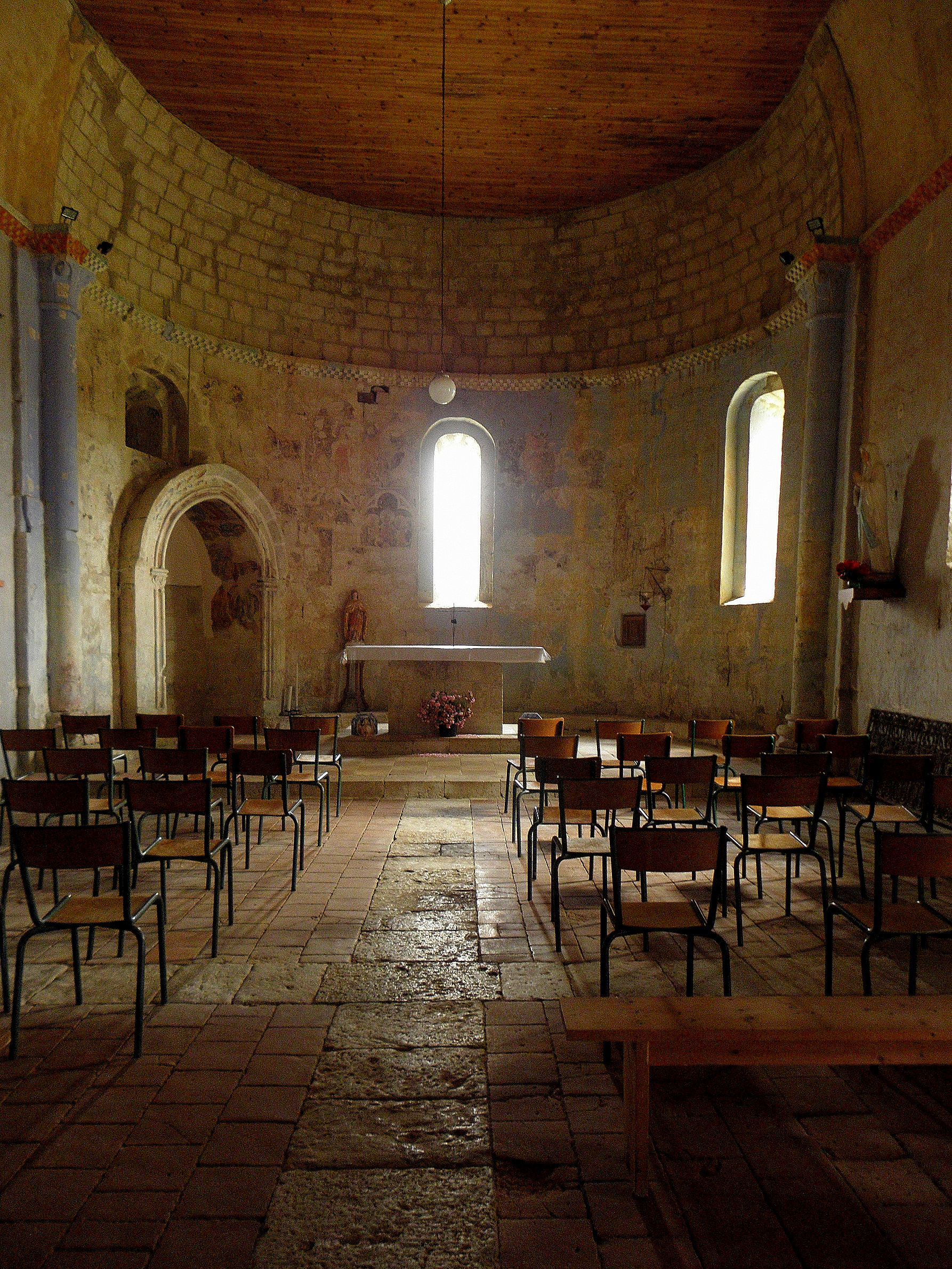
La nef et le chœur.
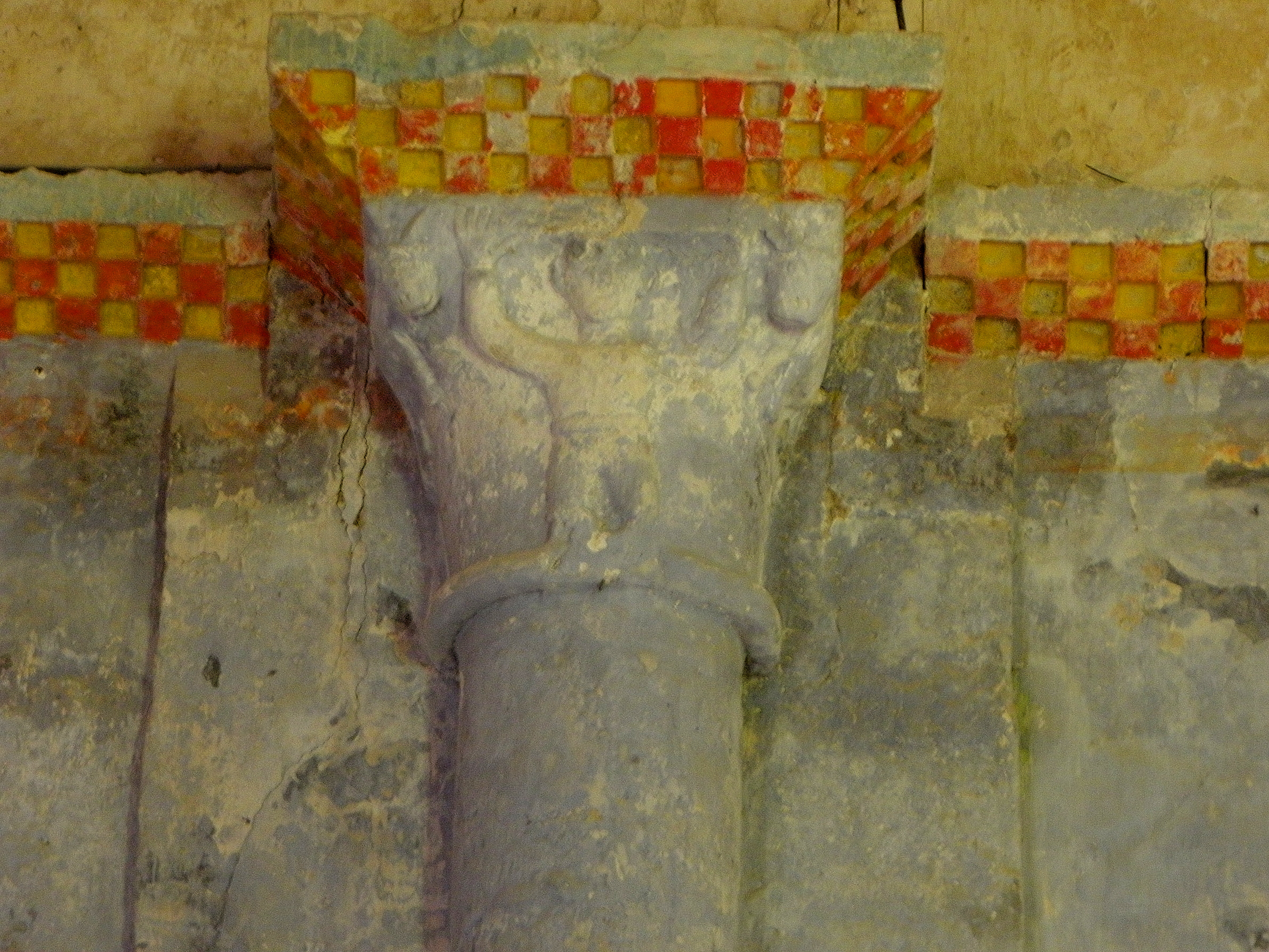
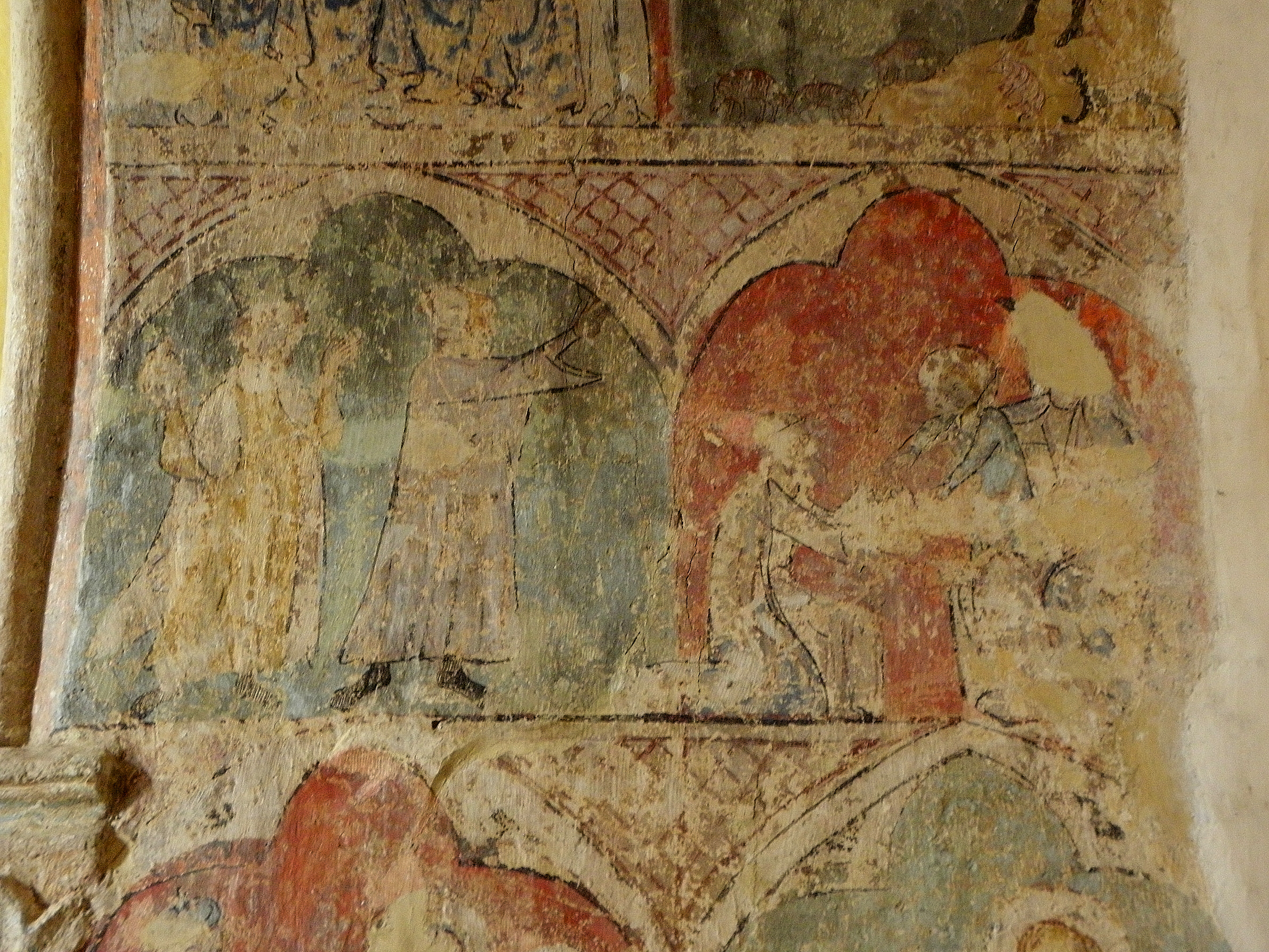
L'Adoration des mages.